# Dysauxes punctata
Dysauxes punctata is een vlinder uit de familie van de spinneruilen (Erebidae), onderfamilie beervlinders (Arctiinae). De wetenschappelijke naam van de 
soort is voor het eerst geldig gepubliceerd in 1781 door Fabricius.
Deze nachtvlinder komt voor in Europa.